# Platgeta de Portals Vells

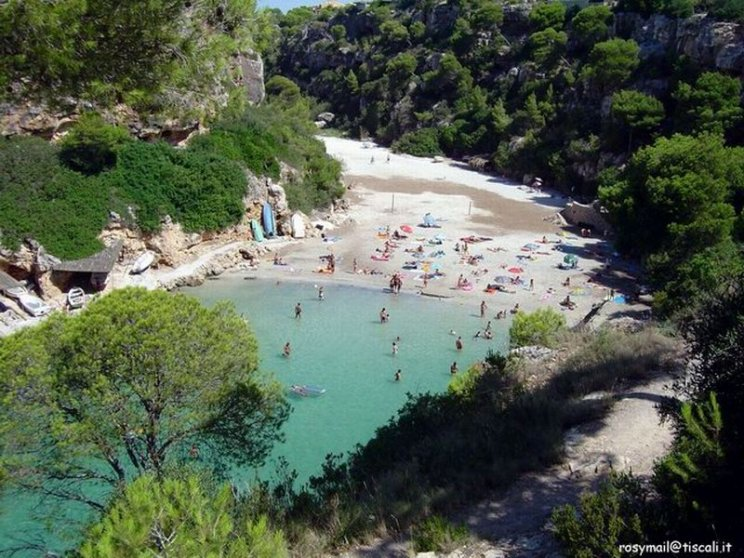
Platgeta de Portals Vells.

La Platgeta de Portals vells és una platja verge de 60 metres de llargada i de 70 d'amplada. La seva arena és molt blanca i de textura fina.
A l'esquerra de la platja hi ha una cova on va aparèixer la imatge de la Mare de Déu que va romandre allà fins al segle xviii. D'aquesta imatge es diu que va ser deixada per un vaixell del segle xv després d'una forta tempesta. També va servir com a pedrera per construir la Catedral de Mallorca i l'església de Santa Eulàlia.